# Flaga Komorów
Flaga Komorów – jedna z najmłodszych flag państwowych. Obowiązuje od 7 stycznia 2002 roku. Z ostatniej flagi Komorów została tylko część z półksiężycem i czterema gwiazdami. Zieleń symbolizuje federację i islam, będący religią państwową. Cztery pozostałe kolory symbolizują wyspy archipelagu Komorów – żółty symbolizuje Moheli, czerwony – Anjouan, granatowy – Wielki Komor, na którym znajduje się stolica państwa, Moroni; natomiast biały czwartą dużą wyspę archipelagu – Majottę, która jest terytorium zależnym Francji.

## Flagi historyczne

Flaga Komorów 1963–1975
Flaga Komorów 1975–1978
Flaga Komorów 1978–1992
Flaga Komorów 1992–1996
Flaga Komorów 1996–2001

## Flagi poszczególnych wysp

Flaga Anjouan
Flaga Wielkiego Komoru
Flaga Mohéli